# Gruta de Santa Clara
A Gruta de Santa Clara é uma formação geológica portuguesa localizada na freguesia de São José, concelho de Ponta Delgada, ilha de São Miguel, arquipélago dos Açores.
Esta cavidade apresenta uma geomorfologia de origem vulcânica em forma de tubo de lava.
Este acidente geológico apresenta uma largura máxima de 5 m. por uma altura também máxima de 2 m.